# Bryobia osterloffi
Bryobia osterloffi är en spindeldjursart som beskrevs av Reck 1947. Bryobia osterloffi ingår i släktet Bryobia och familjen Tetranychidae. Inga underarter finns listade.